# Jacek Wojciechowski (1964–2009)
Jacek Wojciechowski (ur. 1964 w Gdyni zm. 30 listopada 2009 w Elblągu) – polski aktor teatralny i filmowy.
Był absolwentem Państwowej Wyższej Szkoły Teatralnej w Warszawie, którą ukończył w 1989 r. W latach 1993–1995 grał w Lubuskim Teatrze im. L. Kruczkowskiego w Zielonej Górze, a następnie od 1995 r. do 2007 r. (z przerwą na lata 1995–2003 i 2004–2007) w Teatrze Dramatycznym w Elblągu.
Zmarł w południe w Elblągu 30 listopada 2009 w wieku 45 lat.

## Filmografia
- 1984 – Zdaniem obrony Pętla dla obcego